# Joseph Bendik
Joseph T. Bendik (Marietta, 25 aprile 1989) è un calciatore statunitense, portiere del Vancouver Whitecaps.

## Carriera

### Club
Bendik trascorse quattro anni alla Clemson University. Nel corso del 2010, si trasferì al Sogndal. Debuttò il 12 maggio 2010, nell'edizione stagionale della Coppa di Norvegia: fu titolare nel successo per quattro a zero sull'Årdal. Il 20 marzo 2011, debuttò nella Tippeligaen (grazie alla promozione del Sogndal della stagione precedente): giocò infatti nella sconfitta per due a uno sul campo dello Strømsgodset.
Il 24 febbraio 2012 passò ai Portland Timbers.

## Palmarès

### Club

#### Competizioni nazionali
- MLS Supporters' Shield: 1

Philadelphia Union: 2020